# بنك الإمارات للطعام
بنك الإمارات للطعام هو مؤسسة غير ربحية تهدف إلى الحد من الجوع وتقليل هدر الطعام في دولة الإمارات العربية المتحدة، تأسس البنك وفق القانون رقم 7 عام 2017، من ضمن مبادرات مؤسسة مبادرات محمد بن راشد آل مكتوم العالمية في دبي. يعمل بنك الإمارات للطعام على جمع الفائض من الطعام من مختلف المصادر، مثل المطاعم والفنادق والمؤسسات الغذائية، وإعادة توزيعه على الأسر المحتاجة والمستفيدين داخل دولة الإمارات العربية المتحدة وخارجها، كما يسعى البنك إلى توفير الطعام للمحتاجين بطرق آمنة وصحية، مما يسهم في تعزيز الأمن الغذائي في دولة الإمارات ويخفف من معاناة الفقراء. ويستند عمل البنك إلى عدة مبادئ أساسية، منها: تعزيز ثقافة مشاركة الطعام، والتحفيز على التطوع، وتعليم المجتمع حول أهمية المسؤولية الاجتماعية. ويشجع البنك الأفراد والشركات على المشاركة من خلال التبرع بالطعام أو المال، بالإضافة إلى ذلك، يقوم بنك الإمارات للطعام بتنظيم حملات توعوية وتعليمية تهدف إلى نشر الوعي حول قضايا هدر الطعام والجوع، ومن خلال جهوده يسعى البنك إلى تعزيز قيم الإحسان والمساعدة، والمساهمة في تحقيق التنمية المستدامة. وخلال سنوات عمل البنك منذ تأسيسه ولغاية 2023 تم توزيع 70 مليون وجبة من فائض الطعام على المستفيدين، وبناء شركات مع 232 شريك استراتيجي، وتوقيع 5 مذكرات تفاهم مع بنوك طعام عالمية في كلٍ من المملكة العربية السعودية، ومصر، والسودان، والكويت. توجد ستة بنوك للطعام في دولة الإمارات العربية المتحدة حيث يتم جمع الإمدادات وتوزيعها، في القوز والمحيصنة وجبل علي في دبي وفي رأس الخيمة وعجمان وأم القيوين.

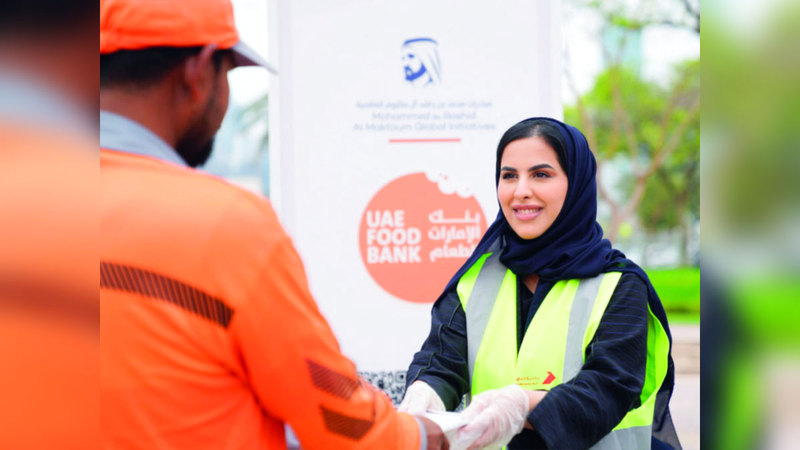
مبادرات بنك الإمارات للطعام خلال شهر رمضان - 2023

## أهداف بنك الإمارات للطعام
يسعى بنك الإمارات للطعام إلى تحقيق مجموعة من الأهداف التي من أهمها:
- مكافحة الجوع: تقليل نسبة الجوع وسوء التغذية في المجتمع من خلال توفير الغذاء للأسر المحتاجة.
- إدارة الفائض من الطعام وتقليل نفايات الطعام: العمل على تقليل هدر الطعام من خلال جمع الفائض من المطاعم، البقالات، والفنادق.
- تعزيز الوعي الغذائي: توعية المجتمع بأهمية الاستهلاك المستدام والتقليل من الفائض الغذائي عن طريق محاربة الثقافة الاستهلاكية.
- بناء شراكات استراتيجية: التعاون مع الهيئات الحكومية، المؤسسات الخاصة، والجمعيات المحلية لتعزيز الوصول إلى الغذاء.
- تقديم برامج تعليمية: تنفيذ ورش عمل ودورات تدريبية لزيادة الوعي حول الأمن الغذائي والتغذية السليمة.
- توسيع نطاق العمل: زيادة قدرة البنك على جمع وتوزيع الطعام لتلبية احتياجات المزيد من الأفراد والعائلات.
- الاستدامة البيئية: تعزيز الممارسات المستدامة في جمع وتوزيع الطعام للحد من الأثر البيئي السلبي.

## مبادرات بنك الإمارات للطعام

### مبادرة "بالعطاء نجتمع"
مبادرة "بالعطاء نجتمع" هي مبادرة  لتوفير سبعة ملايين وجبة من فائض الطعام وإيصالها إلى المستحقين خلال شهر رمضان، وذلك من خلال ثلاث مبادرات فرعية تضم؛ "سلال النعم"، و"إفطار زعبيل"، و"فائض الخير"

## مجلس الأمناء
يُشكَّل مجلس أمناء مُؤسّسة بنك الإمارات للطعام ، برئاسة الشيخة هند بنت مكتوم بن جمعة آل مكتوم، الرئيس الأعلى للمُؤسّسة، وعُضويّة كُلٍّ من:
| 1. مُدير عام بلديّة دبي                                                | نائباً للرئيس |
| 2. المُدير التنفيذي لقطاع التمكين المُجتمعي بهيئة تنمِية المُجتمع في دبي | عُضواً         |
| 3. مُمثِّل عن مُؤسّسة الأوقاف وإدارة أموال القُصّر في دبي                   | عُضواً         |
| 4. مُمثِّل عن مُؤسّسة مُبادرات محمد بن راشد آل مكتوم العالميّة              | عُضواً         |
| 5. مُمثِّل عن المكتب الإعلامي لحُكومة دبي                                | عُضواً         |
| 6. مُمثِّل عن دائرة الشُّؤون الإسلاميّة والعمل الخيري بدبي                 | عُضواً         |
| 7. مُمثِّل عن مجموعة صناعة الأغذية والمشروبات                           | عُضواً         |
| 8. المُدير التنفيذي للمُؤسّسة                                           | عُضواً         |